# المثينية
المثينية هي إحدى هجر قبيلة العبٍّدة من بني بني سليم سكنوها منذ مئات السنين بها مزارعهم القديمة والتي كانو يغرسون بها النخيل ويزرعون بها الدخن والذرة وما زالت نخيلها الباسقه شامخه تعانق الرياح إلى يومنا الحاضر، كما توجد بالمثينية بيوتهم القديمة والتي تسمى ( الدور ) بناها الاجداد بالحجارة والطين وسقفوها بجذوع النخيل والجريد، يتوسط هذه البيوت مسجد بناه الشيخ مهدي بن خلف العبيدي السلمي شيخ قبائل بني سري بتوجية من الملك عبد العزيز رحمهما الله جميعاً، وبالقرب من هذا المسجد توجد دار الشيخ مهدي بن خلف العبيدي السلمي شيخ قبائل بني سري وبهذه الدار مجلسه الذي كان يتواجد به في فصل الصيف للقضاء وحل الخصومات سواء بين أفراد قبيلته أو بين أبناء القبائل الأخرى وبعد وفاة الشيخ مهدي بن خلف انتقلت الشيخة إلى ابنه الشيخ عمرر بن مهدي العبيدي وبعد وفاته انتقلت الشيخة إلى أخيه الشيخ فايد بن مهدي العبيدي وبعد وفاته انتقلت الشيخة إلى ابنه الشيخ محمد بن فايد العبيدي السلمي شيخ قبائل بني سري.

## الموقع الجغرافي
هجرة المثينية هي إحدى الهجر الواقعة على امتداد وادي شوان شمال شرق محافظة الكامل وتبعد عنها حوالي 35 كم.

## الأهمية التاريخية
تعتبر المثينية من أهم المواقع التاريخية والاثريه ليس في محافظة الكامل فحسب بل في منطقة مكة المكرمة.